# Erateina disjecta
Erateina disjecta là một loài bướm đêm trong họ Geometridae.